# Gestalttherapie
De gestalttherapie is een psychotherapeutische stroming die ontstaan is in de jaren 40 van de twintigste eeuw. Zij wil een alternatief of aanvulling vormen voor stromingen zoals de gedragstherapie, cliëntgerichte psychotherapie, psychoanalyse en systeemtherapie. 

## Ontstaan

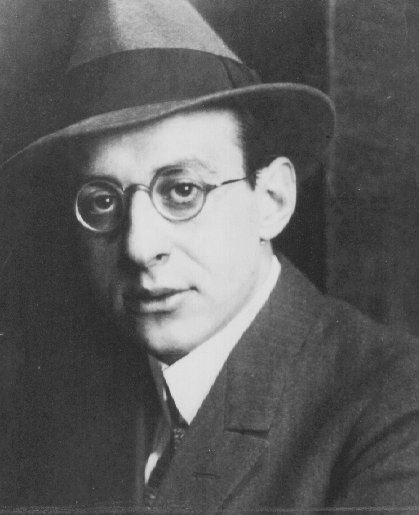
Fritz Perls

Gestalttherapie werd ontwikkeld door Fritz Perls, zijn vrouw Laura Posner Perls, Hefferline en Paul Goodman. Het eerste boek dat in die richting trok, was 'Ego, Hunger und Agression' van Fritz Perls. Hij maakte als eerste vanuit de psychoanalyse (Perls was zelf psychiater) kritische kanttekeningen bij zijn leermeester Sigmund Freud die leidden tot het ontwikkelen van gestalttherapie. Een voorbeeld hiervan is het loslaten van Freuds gebruik van een sofa met een zo onzichtbaar mogelijke therapeut. In plaats hiervan koos Perls voor een zo zichtbaar mogelijke therapeut die zijn/haar ervaringen tijdens de therapie inbrengt in het contact met de cliënt.

## Kenmerken
- intensieve aandacht voor het gewaarzijn van lichaam en geest, wat 'awareness' wordt genoemd (en in modern jargon wordt aangeduid als 'mindfulness')
- focus gericht op de onmiddellijke ervaring 'hier en nu'; aandacht voor verleden of toekomst eigenlijk alleen als die zich hier en nu op de voorgrond dringen
- de wijze van contact maken (of juist contact vermijden) staat centraal, zowel contact tussen de cliënt en zijn omgeving als in de therapie.
- in plaats van te blijven praten eerder experimenteren met nieuwe contactmethoden zoals Eye movement desensitization and reprocessing.

Onderscheidende uitgangspunten van gestalttherapie zijn:
- holistisch perspectief: de mens wordt gezien als eenheid van lichaam en geest.
- fenomenologisch perspectief: de werkelijkheid is geen objectief en voor iedereen gelijk gegeven, maar subjectief, persoonlijk en afhankelijk van hoe ze bekeken wordt
- veldtheoretisch perspectief: de werkelijkheid kan alleen binnen een specifieke context (of situatie) worden begrepen.

Gestalttherapie is gericht op het gewaar worden van het proces van contact maken, contact vermijden of contact verbreken. Gewaar zijn van eigen gedrag opent de mogelijkheid om andere keuzes te gaan maken. Daarbij staat de manier (het 'hoe') meer voorop dan de inhoud (het 'wat' of 'waarom'). Hoe iemand spreekt, kijkt, beweegt, zich terugtrekt in het contact met de therapeut geeft informatie over contact maken of mijden met anderen. Een gestalttherapeut is geen alleswetende specialist op het gebied van levensvragen, maar brengt zichzelf in in het contact met de cliënt, met zijn gedachten en gevoelens en, als dat behulpzaam is voor de cliënt, ook met eigen vragen en twijfel. Zo gezien is de gestalttherapeut, als het goed is, ook rolmodel voor de cliënt.

## Methodiek
De inbreng van de persoon en levenservaring van de therapeut in het contact met de cliënt is essentieel, wat Gestalttherapie tot een werkelijk persoonlijke therapie maakt. Er is geen vaste en uniforme methodiek van Gestalttherapie en er zijn ook geen "behandelprotocollen" of een vaststaand aantal behandelsessies. Binnen het hierboven geschetste theoretisch kader is de persoon van therapeut en cliënt samen de belangrijkste bepalende factor in het therapeutisch proces, zonder vooraf vaststaande structuur. Daarmee liep Perls vooruit op het moderne inzicht dat de belangrijkste succesfactor voor therapie de persoon van de therapeut is. Dat geldt in feite voor alle psychotherapeutische richtingen, en Gestalttherapie heeft zich sinds haar ontstaan onderscheiden door dit in haar werkwijze centraal te stellen. 
In het algemeen kan over de methodiek van Gestalttherapie worden gezegd dat er een grote bereidheid is om in de therapie te experimenteren met nieuwe vormen van contact maken. De concrete contactvormen waarmee in een concrete situatie geëxperimenteerd wordt zijn weer afhankelijk van zowel de persoon van de cliënt als de persoon van de therapeut. Een bekend voorbeeld is het gebruik van een stoel waarop de cliënt een belangrijke persoon visualiseert en daarmee een 'virtuele' dialoog aangaat. Of het wisselen tussen stoelen waarop de cliënt verschillende posities heeft, bijvoorbeeld de positie van kind en de positie van volwassene. De ervaring heeft geleerd dat dergelijke experimenten nuttig kunnen zijn, bijvoorbeeld om te oefenen met contactvormen die in het echte leven (nog) niet ter beschikking staan. Ook  kan bijvoorbeeld inzicht ontstaan hoe eigen gedrag door eerdere ervaringen, inzichten en oordelen wordt beperkt.